# Ordre général no 11

L'Ordre général n° 11 est la référence de l'ordre du général Grant, donné le 17 décembre 1862 durant la Guerre de Sécession, d'expulser tous les Juifs de son territoire (régions du Tennessee, Mississippi, et Kentucky). 
Cet ordre est donné comme faisant partie d'une campagne menée par Grant contre le marché noir du coton du Sud. Il est convaincu que ce trafic est pratiqué « principalement par des Juifs et d’autres trafiquants sans scrupules. » 

## Texte de l’ordre de Grant
L’Ordre général n° 11 décrète ce qui suit:
« 
Les Juifs en tant que catégorie violant toutes les règles de commerce établies par le Département du Trésor et aussi les ordres des départements, sont par la présente expulsés du ‘Département du Tennessee’, un territoire administratif de l’Armée d’occupation de l’Union, composé du Kentucky, du Tennessee et du Mississippi, dans les vingt-quatre heures à compter de la réception de cet ordre.   

Les commandants de poste veilleront à ce que toute cette catégorie de gens reçoivent des laissez-passer et soient enjoints à quitter le territoire, et tous ceux qui retourneront après une telle notification, seront arrêtés et tenus en confinement jusqu’à ce qu’une occasion se présente de les renvoyer comme prisonniers, sauf s’ils ont une autorisation du quartier général. Aucune autorisation ne sera fournie à ces gens pour visiter le quartier général dans le but de déposer une demande personnelle de permis de négoce. »

## Réactions
Un groupe de négociants juifs de Paducah dans le Kentucky, conduit par Cesar Kaskel, envoie un télégramme au président Abraham Lincoln, condamnant l’ordre comme « la plus importante violation de la Constitution américaine et de nos droits de bons citoyens. », Le télégramme indique aussi que cet ordre « nous classerait …comme des hors-la-loi devant le monde entier. Nous vous demandons respectueusement de prêter immédiatement attention à cet outrage énorme contre toute loi et l’humanité… .» Dans toute l’Union, des groupes juifs protestent et envoient des télégrammes à  Washington.
Kaskel conduit aussi une délégation à Washington où il arrive le 3 janvier 1863. A Washington, il s’entretient avec le républicain juif Adolphus Solomons et avec John A. Gurley, membre du Congrès, élu de Cincinnati. Après son rendez-vous avec Gurley, il se rend directement à la Maison-Blanche. Lincoln reçoit la délégation et étudie les copies de l’Ordre général n° 11 apportées par Kaskel ainsi que l’ordre spécifique expulsant Kaskel de Paducah. Le président demande au général Henry Halleck, chef d’état-major, de révoquer l’Ordre général n° 11 de Grant, ce qu’il fit en envoyant le message suivant:  
« Un papier se présentant comme l’Ordre général n° 11, rédigé par vous le 17 décembre, a été présenté ici. Selon ses termes, il expulse (sic) tous les Juifs de votre département. Si un tel ordre a été rédigé, il doit être immédiatement révoqué. »
Grant révoque l’ordre trois jours plus tard.   
Le 6 janvier, une délégation conduite par le rabbin Isaac Mayer Wise de Cincinnati, appelle Lincoln pour exprimer sa gratitude que l’ordre ait été annulé. Lincoln exprima sa surprise que Grant ait pu rédiger un tel ordre et affirma que: « Condamner une catégorie de gens est, pour le moins, de léser le bon avec le mal». Il ne fait aucune distinction entre les Juifs et les Gentils, et n’acceptera jamais qu’un américain puisse léser quelqu’un en raison de son affiliation religieuse.
Quand Grant se présentera à l’élection présidentielle de 1868, il réussira malgré cela à capter le vote juif et nommera plusieurs Juifs à des postes élevés.

## Ordres similaires de Grant
Bien que l’ordre n° 11 soit présenté comme étant en dehors des penchants normaux et du caractère de Grant, certains historiens de la Guerre de Sécession suggèrent que l’ordre fait partie d’un plan logique. « Ce n’est pas le premier ordre discriminatoire signé par Grant….Il était fermement convaincu de la culpabilité des Juifs et était désireux d’utiliser tous les moyens pour se débarrasser d’eux. »  La source cite d’autres ordres émis par Grant:
La Grange, Tennessee, 9 novembre 1862
au général de division Hurlbut, Jackson, (Tennessee):
«Refuser toutes les autorisations à se rendre dans le sud de Jackson pour l’instant. Les Israélites, tout particulièrement, doivent être tenus à l’écart.»
U.S. Grant
Général de division
La Grange, 10 novembre 1862
au Général Webster, Jackson, (Tennessee):
«Donner des ordres à tous les contrôleurs sur la route afin qu’aucun Juif ne soit autorisé à se rendre vers le sud par train, à partir de n’importe où. Ils doivent aller au nord et doivent être encouragés à le faire, mais ce sont des nuisances si intolérables que le département doit en être purgé. »
U.S. Grant
Général de division
Il y a encore au moins deux autres cas avant l’ordre général n° 11:
- Le 10 avril 1862, Grant émet un ordre « à tous les contrôleurs sur la route, que les Juifs ne sont pas autorisés à voyager vers le sud par la route.»

- Le 8 décembre 1862, un aide de Grant, le colonel John V. DuBois, ordonne à « tous les spéculateurs sur le coton, Juifs et tous les vagabonds sans moyens honnêtes de subsistance », de quitter le secteur.